# Casa de Ramalde
A Casa de Ramalde situa-se na freguesia de Ramalde, concelho do Porto.
O edifício atual foi construído a partir de 1746, segundo planos do arquiteto italiano Nicolau Nasoni, sob encomenda de Florência Leite Pereira de Melo, morgada de Ramalde, e seus filhos.
Existe na Casa de Ramalde uma capela dedicada a São Roque. Nela se encontra um sarcófago assente em dois leões, onde jaz João Leite Pereira de Melo, também do risco de Nasoni. A capela possui um brasão com as armas da família (Leite Pereira).
Com a exceção do período em que ficou inutilizada na sequência do incêndio provocado pelos franceses, durante a Segunda Invasão Francesa, foi habitada até meados de século XX pela mesma família. Em 1968, deixou de ser utilizada como residência para ali se instalar o Museu Nacional da Literatura.
Acolhe atualmente a Direção de Serviços dos Bens Culturais da Direção Regional de Cultura do Norte.

## História da Quinta e Morgadio
Foi desde o século XVI a residência solarenga dos descendentes de João Dias Leite, que havia comprado a propriedade aos herdeiros de Vasco Gil de Bacelar.
João Dias Leite, vereador da cidade do Porto no ano de 1533, instituiu um morgadio na sua quinta de Ramalde a 6 de Março de 1543. Seu neto homónimo, João Dias Leite, casaria com Brites Pereira, dando origem à família Leite Pereira, que possuiu a Casa de Ramalde até meados do século XX.
Em 1746 D. Florência Leite Pereira de Melo e seus filhos decidem remodelar o solar e a capela e encomendam o projecto a Nicolau Nasoni. Este, na construção setecentista da casa, integra a torre, vestígio da construção original e promove a transferência da primitiva capela do local onde se encontrava, a nascente do conjunto habitacional, e liga-a ao solar.
A 29 Março de 1809 as tropas francesas comandadas pelo General Soult que se dirigiam para a cidade do Porto encontram forte resistência popular que procura defender a bateria da Prelada que protegia as terras de Ramalde. Após vigorosos combates de que saem vencedores, os franceses ateiam fogo à casa e capela de Ramalde, destruíndo-as por completo. Em 1870 Pedro Henrique da Silva da Fonseca da Cerveira Leite, Senhor da Casa e Quinta de Ramalde empreende as obras necessárias à recuperação do solar e da capela

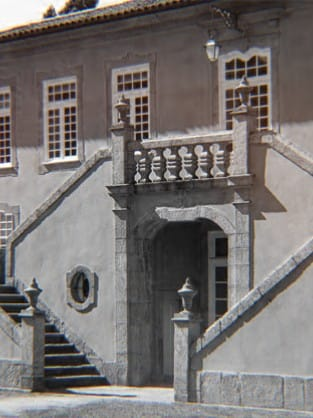
Casa de Ramalde - pormenor da escadaria nobre

Em 1968 a casa, então propriedade da senhora D. Maria da Conceição da Silva da Fonseca de Menezes Cyrne de Bourbon Leite Pereira, deixa de ser utilizada como residência.
Como referido, acolhe atualmente a Direção de Serviços dos Bens Culturais da Direção Regional de Cultura do Norte.

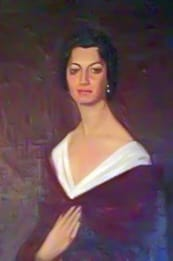
D. Maria da Conceição da Silva da Fonseca de Menezes Cyrne de Bourbon Leite Pereira

### Lista dos Morgados e Proprietários da Casa de Ramalde
- João Dias Leite (c. 1500), instituidor do morgadio de Ramalde, casado com D. Catarina Carneiro;
- António Leite (c. 1520), recebe Carta de Brasão de Armas de D. João III (1542)., casado com D. Mécia da Paz;
- João Dias Leite (c. 1540), casado com D. Brites Pereira;
- Martinho Leite Pereira (c.1570), governador de Pernambuco, casado com D. Joana de Melo;
- João Leite Pereira (c. 1600), casado com D. Maria de Abreu Lima;
- D. Maria Leite Pereira de Melo (compra a Casa das Taipas, na freguesia da Vitória, nela mandando colocar as suas armas), casada com Francisco Gomes da Silva;
- D. Florência Leite Pereira de Melo (encomenda o projecto da Casa de Ramalde a Nicolau Nasoni), casada com Rodrigo Jerónimo de Cerveira Machado;
- Henrique de Cerveira Leite Pereira, casado com D. Antónia Joaquina Tomásia da Silveira Pinto da Fonseca (c. 1740);
- D. Ana Maria Francisca de Cerveira Leite Pereira Pinto Guedes da Silveira Coutinho de Vilhena (1768-1830), casada com Pedro da Silva da Fonseca Bourbon Noronha Manoel de Portugal;
- Pedro da Silva da Fonseca de Cerveira Leite Pereira (1793-1838), casado com D. Maria do Carmo Silva;
- Pedro Henrique da Silva da Fonseca Cerveira Leite Pereira (1836-1886), casado com D. Mariana Augusta da Silva Freitas de Menezes Cyrne de Sousa;
- D. Maria da Conceição da Silva da Fonseca de Menezes Cyrne de Bourbon Leite Pereira (1883-1969), casada com Fernando Tavares e Távora (1876-1961).